# Чершенский, Смага Степанович
Иван Степанович Чертенский, Смага Чертенский (даты жизни не установлены) — войсковой атаман Войска Донского в период с 1603 года по 1617 год. 
Противник Бориса Годунова, союзник Лжедмитрия I. По происхождению своему, возможно, русский князь из небогатого рода Чершенских (Чертенских).

## Биография
В дворовых списках царя Ивана IV князья Чертенские были записаны в низший разряд «Литвы дворовой». Не исключено, что именно из этого рода происходил и знаменитый Донской атаман.
В 1603 году войсковой атаман Смага Чертенский написал письмо Лжедмитрию I, обещая ему помощь от имени всего Донского казачьего войска. Атаман был осторожным человеком. В письме к Лжедмитрию, которое пытались доставить самозванцу атаманы зимовой станицы Андрей Корела, Михаил Межаков и 5 казаков, Смага называл себя «донским низовым атаманом Ивашкой Степановым».
В своих грамотах в Москву атаман именовал себя Смагой Чертенским. В царских грамотах его называли Смагой Степановым. Он считался с настроениями рядовых казаков — и в то же время последовательно придерживался московской ориентации. Чертенский не выполнил обещания оказать немедленную помощь самозванцу и оставался в Раздорах на Дону, пока Лжедмирий вёл борьбу с царскими войсками.
Смерть царя Бориса, восстания под Кромами и в Москве в 1605 году принесли самозванцу победу, и лишь после этого Чертенский со своим войском явился на поклон к нему в Тулу. Здесь, в Туле Смага был допущен к руке Лжедмитрия раньше бояр, в угоду самозванцу с казаками до полусмерти избил боярина Андрея Телятевского. Однако, донской атаман не принял никакого реального участия в войне первого самозванца. 
Не поддержал Смага и агентов второго самозванца — «Царевича Петра Фёдоровича» — Илейку и Ивана Болотникова. Поскольку царь Василий Шуйский прислал на Дон 1000 рублей денежного жалованья, 1000 фунтов пороха и 1000 фунтов свинца. И Смага держал нейтралитет. Столь же осторожным был Смага Чертенский в своих взаимоотношениях непосредственно с «Тушинским вором». Он ждал, когда Лжедмитрий II займёт Москву, а до того прислал к нему на помощь всего 500 казаков своей станицы Романовской; сам же предпочитал оставаться на Дону. 
Кроме Чертенского, выходцами из феодального сословия были известные донские атаманы князь И. В. Друцкий, С. Воейков, Л. Т. Безобразов. Атаманы из дворян были тесно связаны с казацкой верхушкой и придерживались московской ориентации. В 1617 году донские казаки изгнали атамана Ивана Степановича Смагу Чертенского с Дона. Вероятно причиной было то, что он получил поместье от Романовых. Но в период с 1603 по 1617 годах он пребывал Донским Войсковым атаманом.

## Память
Памятник Смаге Чершенскому установлен в 2008 году в станице Романовской, основанной им в 1613 году.